# Георг Фридрих Хайнрих фон Хоенлое-Ингелфинген
Георг Фридрих Хайнрих фон Хоенлое-Ингелфинген (на немски: Georg Friedrich Heinrich von Hohenlohe-Ingelfingen; * 10 ноември 1757; † 11 декември 1803 в Бартенщайн, Източна Прусия) е принц от Хоенлое-Ингелфинген и пруски генерал-майор и почетен командир на пехотен полк №31.
Той е по-малкият син на княз Хайнрих Август фон Хоенлое-Ингелфинген (1715 – 1796) и съпругата му графиня Вилхелмина Елеонора фон Хоенлое-Йоринген (1717 – 1794), дъщеря на граф/княз Йохан Фридрих фон Хоенлое-Нойенщайн-Йоринген и ландграфиня Доротея София фон Хесен-Дармщат.
Брат му Фридрих Лудвиг (1746 – 1818) е пруски генерал-лейтенант и от 1805 до 1806 г. вторият княз на Хоенлое-Йоринген.
Георг е до 1775 г. на френска служба. Със съдействието на брат му той се мести на пруска служба и на 11 септември 1781 г. става майор и командир на пехотен полк и на 13 юни 1791 г. полковник. Участва при обсадата на Майнц (1793) и е награден с ордена Pour le Mérite. На 14 януари 1796 г. той е повишен на генерал-майор. През април 1799 г. при учение той си счупва крак. Умира внезапно на 11 декември 1803 г. в Бартенщайин (Бартошице в Полша).

## Фамилия
Георг Фридрих Хайнрих фон Хоенлое-Ингелфинген се жени на 7 септември 1800 г. за Шарлота Юлия Поликсена фон Клюхцнер (* 7 септември 1776; † 5 април 1807 в Кьонигсберг, Прусия), дъщеря на пруския генерал Карл Лудвиг Фердинанд фон Клюхцнер (1736 – 1809). Те имат един син:
- Август Едуард Фридрих Лудвиг принц фон Хоенлохе-Ингелфинген (* 22 януари 1801; † 14 март 1830), който умира неженен като вюртембергски премиер-лейтенант.[5]